# Ján Mičovský
Ján Mičovský (ur. 26 grudnia 1954 w Zwoleniu) – słowacki polityk i leśnik, poseł do Rady Narodowej, w latach 2020–2021 minister rolnictwa i rozwoju wsi.

## Życiorys
W 1974 ukończył technikum przemysłu drzewnego w rodzinnej miejscowości. Absolwent studiów na wydziałach leśnych VŠLD w Zwoleniu (1980) i VŠZ w Brnie (1990). Z zawodu leśnik, pracował w różnych instytucjach branży leśnej (w tym w przedsiębiorstwie LESY Slovenskej republiky), a także w administracji Koszyc. Zyskał pewien rozgłos w 2009, wysyłając do prezesa lasów państwowych i słowackich leśników list, w którym zwrócił uwagę na niegospodarność i korupcję w przedsiębiorstwie. W 2010 otrzymał przyznawaną przez organizacje obywatelskie nagrodę „Biela vrana”.
W wyborach w 2012 z ramienia Zwyczajni Ludzie uzyskał mandat posła do Rady Narodowej, który wykonywał do 2016. W 2014 sygnalizował manipulowanie cenami transportu drewna, za co został pozwany przez lasy państwowe. W wyniku wyborów w 2020 po raz drugi został wybrany na deputowanego do słowackiego parlamentu.
W marcu 2020 został ministrem rolnictwa i rozwoju wsi w nowo powołanym rządzie Igora Matoviča. Utrzymał tę funkcję również w utworzonym w kwietniu 2021 gabinecie Eduarda Hegera. W maju tegoż roku zapowiedział swoją dymisję w związku z zarzutami korupcyjnymi wobec byłej prezes agencji zajmującej się dopłatami rolniczymi. Później ogłosił wycofanie rezygnacji, jednak został odwołany w czerwcu 2021.